# Convento de San Lázaro

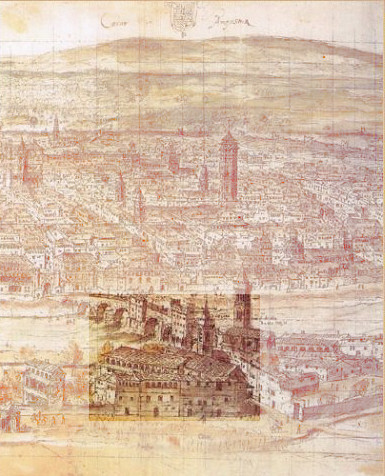
El convento de San Lázaro destacado en la Vista de Zaragoza, de Anton Van Wyngaerde realizada en 1563.

El convento de San Lázaro era una institución de salubridad y atención a los enfermos de Zaragoza.

## Historia
Gracias al patrocinio del rey Jaime I el Conquistador, la Orden de la Merced fundó en Zaragoza el Real Convento de San Lázaro. Durante siglos fue uno de los principales centros de salud de la región, hasta la creación del Hospital real y general de Nuestra Señora de Gracia.
En el siglo XVII contaba con una gran iglesia con forma de cruz latina, ocho capillas, tres sacristías y varios retablos. Su rica biblioteca era conocida como una de las más grandes de Aragón.
Juan Bautista Martínez del Mazo realizó, desde una sala de este convento, su famosa Vista de la ciudad de Zaragoza en 1647.
En los sitios de Zaragoza el convento fue arrasado casi por completo, pues sirvió de baluarte de los defensores de Zaragoza. Cerca de allí se vivieron actos bélicos famosos por su crueldad. El puente de Piedra necesitaba ser protegido y en el acto se perdieron varios edificios aledaños, como el convento. Éste fue convertido en cuartel en 1835, como parte de la desamortización de Mendizábal.

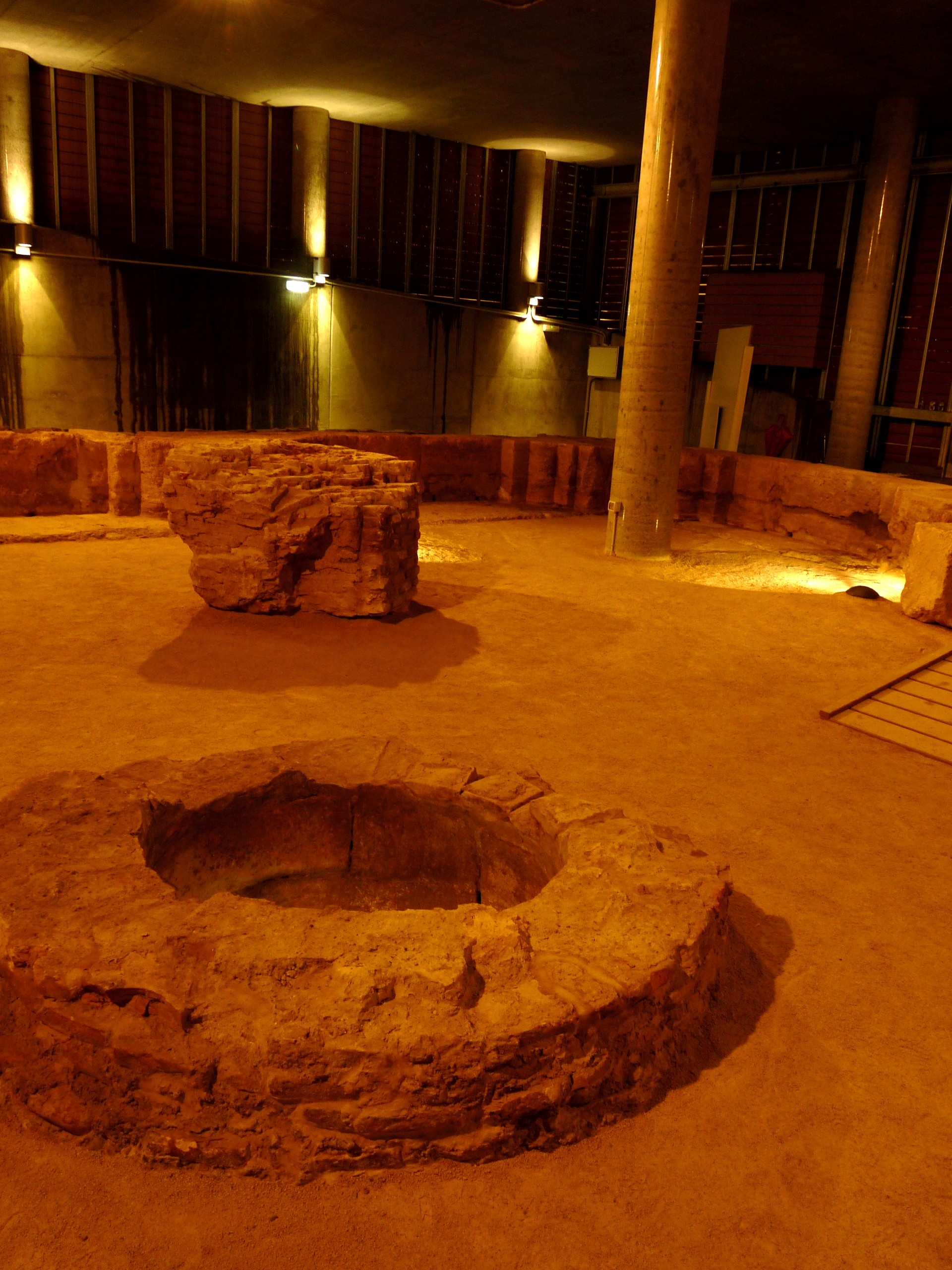
Museo del Claustro del Pozo de San Lázaro.

En 2009 se abrió el Museo del Claustro del Pozo de San Lázaro, en el que se muestran los restos arqueológicos del convento.